# Galium friedrichii
Galium friedrichii L.Sáez, Mus & Rosselló es una planta herbácea anual de la familia Rubiaceae. 

## Distribución y hábitat
Es nativa del mediterráneo en las Islas Baleares en Formentera e Ibiza  donde crece en las fisuras de rocas, rellanos de acantilados.  

## Descripción
Es una especie con una fisionomía herbácea que vive en las fisuras de los acantilados de las Pitiusas. Tiene hojas lineares verticiladas, mucho más grandes que las otras especies del género presente en estas islas. Forma unas inflorescencias densas de pequeñas flores blancas. Durante mucho tiempo se confundió con Galium crespianum que vive en los mismos ambientes de la isla de Mallorca. Florece al final de la primavera y principio de verano. 

## Taxonomía
Galium friedrichii fue descrita por (Knoche) N.Torres, L.Sáez, Mus & Rosselló y publicado en Botanical Journal of the Linnean Society 136: 316. 2001.
Etimología
Galium: nombre genérico que deriva de la palabra griega gala que significa  "leche",  en alusión al hecho de que algunas especies fueron utilizadas para cuajar la leche.
friedrichii: epíteto otorgado en honor del botánico alemán Hans Christian Friedrich.
Sinonimia
- Galium firmum f. balearicum Knoche (1922).
- Galium firmum subsp. balearicum (Knoche) Malag. (1973).[3]